# Кундрюче
Кундрю́че (до 2016 
— Калінінський) — селище в Україні, у Довжанській міській громаді Довжанського району Луганської області.
Знаходиться на тимчасово окупованій території України.

## Географія
Географічні координати: 48°1' пн. ш. 39°35' сх. д. Часовий пояс — UTC+2. Загальна площа селища — 2,19 км².
Селище розташоване у східній частині Донбасу за 9 км від Довжанська. Найближча залізнична станція — Довжанська, за 4 км. Через селище протікає річка Кундрюча.

## Історія
Заснований 1922 року як селище Кундрюче у зв'язку з організацією радгоспу імені Калініна.
У 1957 році Кундрюче і шахтарське селище шахти «Довжанська-капітальна» були об'єднані під назвою селище міського типу Калінінський.
12 червня 2020 року, відповідно до Розпорядження Кабінету Міністрів України № 717-р «Про визначення адміністративних центрів та затвердження територій територіальних громад Луганської області», увійшло до складу Довжанської міської громади.
17 липня 2020 року, в результаті адміністративно-територіальної реформи та ліквідації  колишніх Довжанського (1938—2020) та Сорокинського районів, увійшло до складу новоутвореного Довжанського району.

## Населення

### Мова
Розподіл населення за рідною мовою за даними перепису 2001 року:
| Мова            | Кількість | Відсоток |
| --------------- | --------- | -------- |
| російська       | 1401      | 72.25%   |
| українська      | 502       | 25.89%   |
| білоруська      | 2         | 0.10%    |
| вірменська      | 1         | 0.05%    |
| інші/не вказали | 33        | 1.71%    |
| Усього          | 625       | 100%     |

За даними перепису 2001 року населення селища становило 1939 осіб, з них 25,89 % зазначили рідною українську мову, 72,25 % — російську, а 1,86 % — іншу.

## Пам'ятки
Поблизу селища виявлено поселення епохи бронзи, курганний могильник з 12 курганами, досліджений курган епохи бронзи.